# Gartenstadt Marga
Die Gartenstadt Marga ist eine Werkssiedlung mit Gartenstadtcharakter in Brieske bei Senftenberg (Brandenburg).

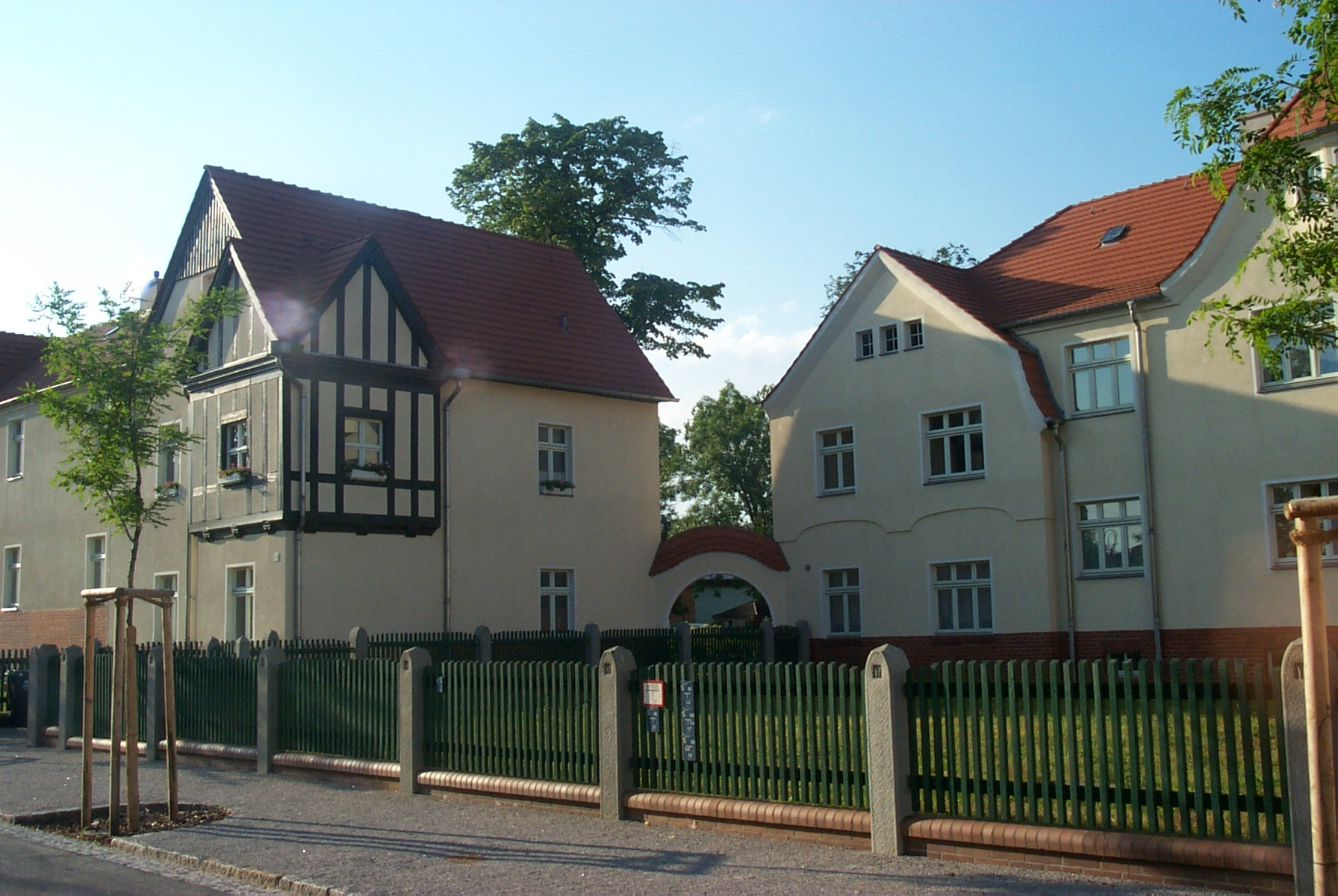
Gartenstadt Marga, Häuser mit Grünhof

## Geschichte
Erbaut wurde die Gartenstadt zwischen 1907 und 1915 als Arbeiterkolonie der Ilse Bergbau AG, deren Direktor Gottlob Schumann u. a. durch die Schaffung von Werkssiedlungen seine Stammbelegschaft stärker an das Unternehmen binden wollte. Ihr Name geht auf die 1906 in Brieske erschlossene Grube Marga zurück, die wiederum nach Schumanns bereits im Kindesalter verstorbener Tochter benannt war. Die Gartenstadt Marga ist in ihrer aufwändigen und qualitätvollen architektonischen Gestaltung insbesondere von der Dresdner Reformarchitektur und von Elementen des späten Jugendstils geprägt. Sie wurde unter dem Eindruck der englischen Gartenstadt geplant, die auf den Stadtplaner Ebenezer Howard (Ende 19. Jahrhundert) zurückgeht.
Der Architekt der Siedlung war Georg Heinsius von Mayenburg, errichtet wurden 78 Häuser mit ca. 15 verschiedenen Haustypen, in denen Beamte und Arbeiter der Ilse Bergbau AG wohnten.
Aufgrund der äußeren Erscheinung wird Marga oft als erste deutsche Gartenstadt bezeichnet, jedoch erfüllt die Siedlung die Kriterien einer Gartenstadt nur äußerlich, da sie als Werkssiedlung der Ilse Bergbau AG ohne ein genossenschaftliches Modell auskommt, wie es für Gartenstädte typisch ist.

## Gesamtanlage
Die Häuser gruppieren sich auf einem kreisförmigen Siedlungsgrundriss, in dessen Zentrum sich ein rechteckiger Marktplatz befindet, der von Schule, Kirche, Friedhof, Gasthaus und Geschäftshäusern umgeben ist. Die Gebäude am Markt sind an Vorbildern kleinstädtischer Architektur orientiert, während die Siedlungshäuser sich eher an den Motiven bäuerlicher und herrschaftlicher Baukunst ländlicher Prägung orientieren. Die Siedlung wurde 1985 unter Denkmalschutz gestellt und von 1998 bis 2000 saniert.

### Markt

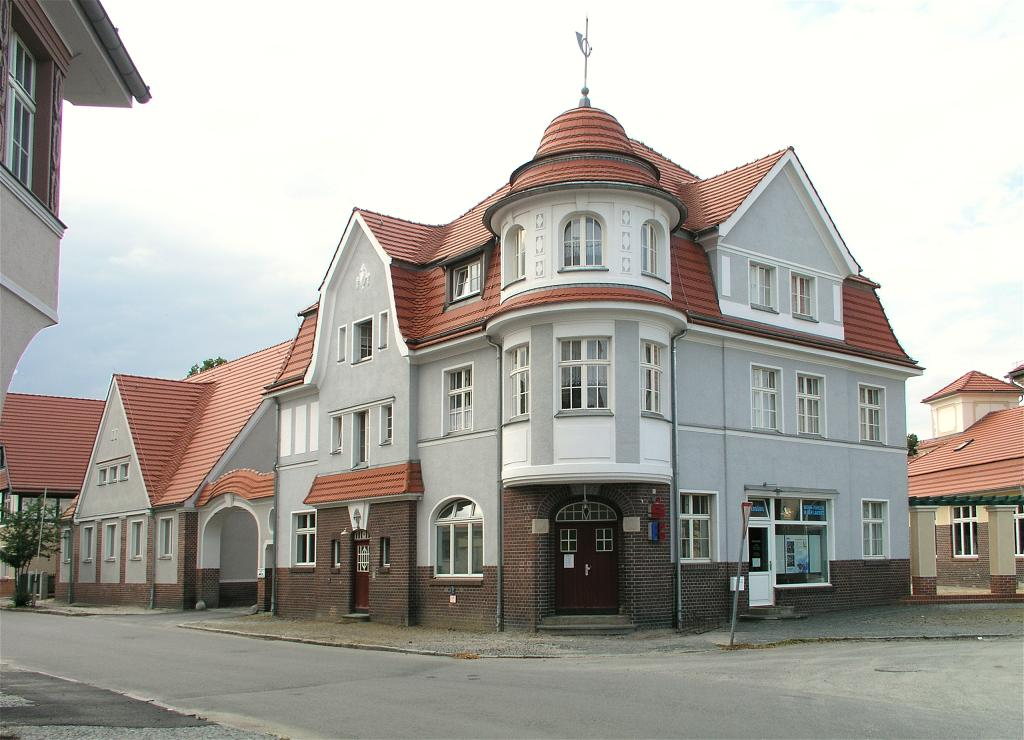
Am Markt – Foto: 2003

Der Markt, der zwischen 1910 und 1915 erbaut wurde, bildet das Zentrum der „Kolonie Marga“ und ist Ausgangspunkt der Radialen. Begonnen wurde der Markt an der Nordwestseite. Hier befinden sich die sogenannte „Alte Post“ (aufgrund des schnellen Wachstums und des starken Postaufkommens war dieses Gebäude bereits vor seiner Fertigstellung zu klein), das Ilse-Kaufhaus, eine Bäckerei und eine Fleischerei. Die Gebäude der „Alten Post“, des Kaufhauses und der Bäckerei sind durch Pergolen miteinander verbunden, hinter den Gebäuden erstreckt sich über die gesamte Breite des Marktes ein Wirtschaftshof mit Lagerräumen, Stallungen und Fahrzeugremisen. Bemerkenswert ist die Qualität und die Liebe zum Detail, die auch an solch nachgeordneten Bauten zu finden ist.
Das Gebäude der (neuen) Post an der Ostseite des Marktes hebt sich architektonisch von den anderen Bauten der Kolonie deutlich ab. Vermutlich wurde der schlichtere Bau erst während oder unmittelbar nach dem Krieg errichtet.

### Schule
Die 1911 eröffnete Schule, die die gesamte nordöstliche Seite des Marktes einnimmt, ist nach den damals modernsten Standards (Vordach zum Schutz vor Regen, großer Windfang und geflieste Wände in den Fluren, auch das Raumprogramm entspricht einem gehobenen zeitgenössischen Standard) errichtet worden.
Zu DDR-Zeiten beherbergte das Gebäude die Polytechnische Oberschule (POS) „Franz Mehring“, die 2001 geschlossen wurde. Anschließend befand sich unter anderem die Heimatstube in dem Gebäude. 2009 wurde auf der Hofseite ein Anbau errichtet, die Schule umfassend saniert und die Außenanlagen gestaltet. Die private Georg Heinsius von Mayenburg-Grundschule betreibt darin eine Grundschule und eine Kindertagesstätte.

### Gasthaus „Kaiserkrone“
Der Schule am Markt gegenüber steht das Gasthaus. Die „Kaiserkrone“ wurde um 1913 als kulturelles und soziales Zentrum errichtet. Sie verfügte über getrennte Gastbereiche für hohe Beamte, Beamte und Arbeiter. Daneben besaß sie ein Casino, eine „Schwarze Stube“, Räumlichkeiten für einen Hotelbetrieb und einen Veranstaltungssaal, in dem öffentliche und private Feiern stattfanden, Theatergruppen gastierten und Tanzveranstaltungen abgehalten werden konnten.
Seit dem Schuljahr 2011/2012 wird die „Kaiserkrone“ durch die Georg Heinsius von Mayenburg-Grundschule genutzt. In der ehemaligen Kegelbahn wurde im September 2013 eine Ausstellung zur Geschichte der Gartenstadt Marga eingerichtet. Hinter der „Kaiserkrone“ befindet sich der sogenannte Konzertgarten mit einem Musikpavillon. Das Gelände wird ebenfalls von der Schule genutzt.

### Kirche, Friedhof und Pfarrhaus

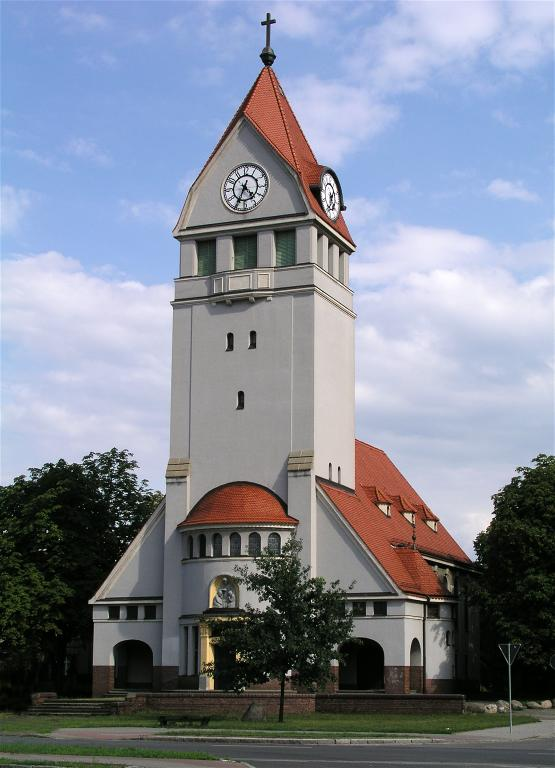
Kirche der Gartenstadt, 2003

An der Südostseite des Marktes wurde 1914 die Kirche errichtet, ein voluminöser, dominierender Bau. Hinter der Kirche befindet sich ein Friedhof, dessen Existenz in zweierlei Hinsicht höchst bemerkenswert ist, denn zum einen hatte das 19. Jahrhundert die Friedhöfe gerade erst aus hygienischen Gründen aus den Städten verbannt, zum anderen war es nicht üblich, bereits während der Planung von Arbeitersiedlungen an den Tod ihrer meist jungen Bewohner zu denken. Ca. 20 m vor der Kirche wird der Markt von der ehemals unbedeutenden, nun aber stark befahrenen Chaussee Senftenberg-Ruhland durchschnitten. An Kirche und Friedhof grenzt links das Pfarrhaus der Kolonie an, ein Bau, der sich von den anderen Wohnhäusern der Kolonie deutlich unterscheidet. Als Pendant zu diesem Gebäude sah die ursprüngliche Planung den Bau eines Arzthauses rechts der Kirche vor.

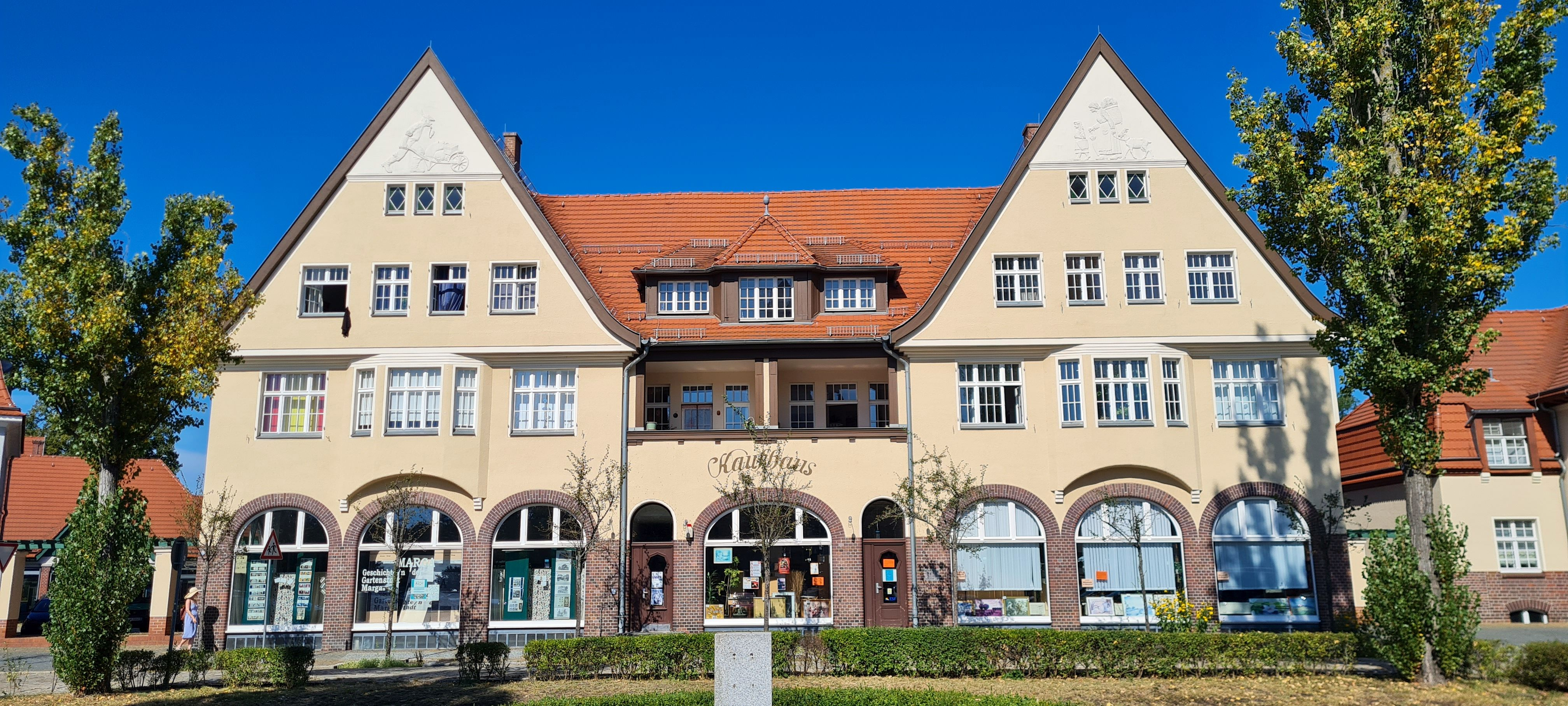
Kaufhaus – Foto: 2024
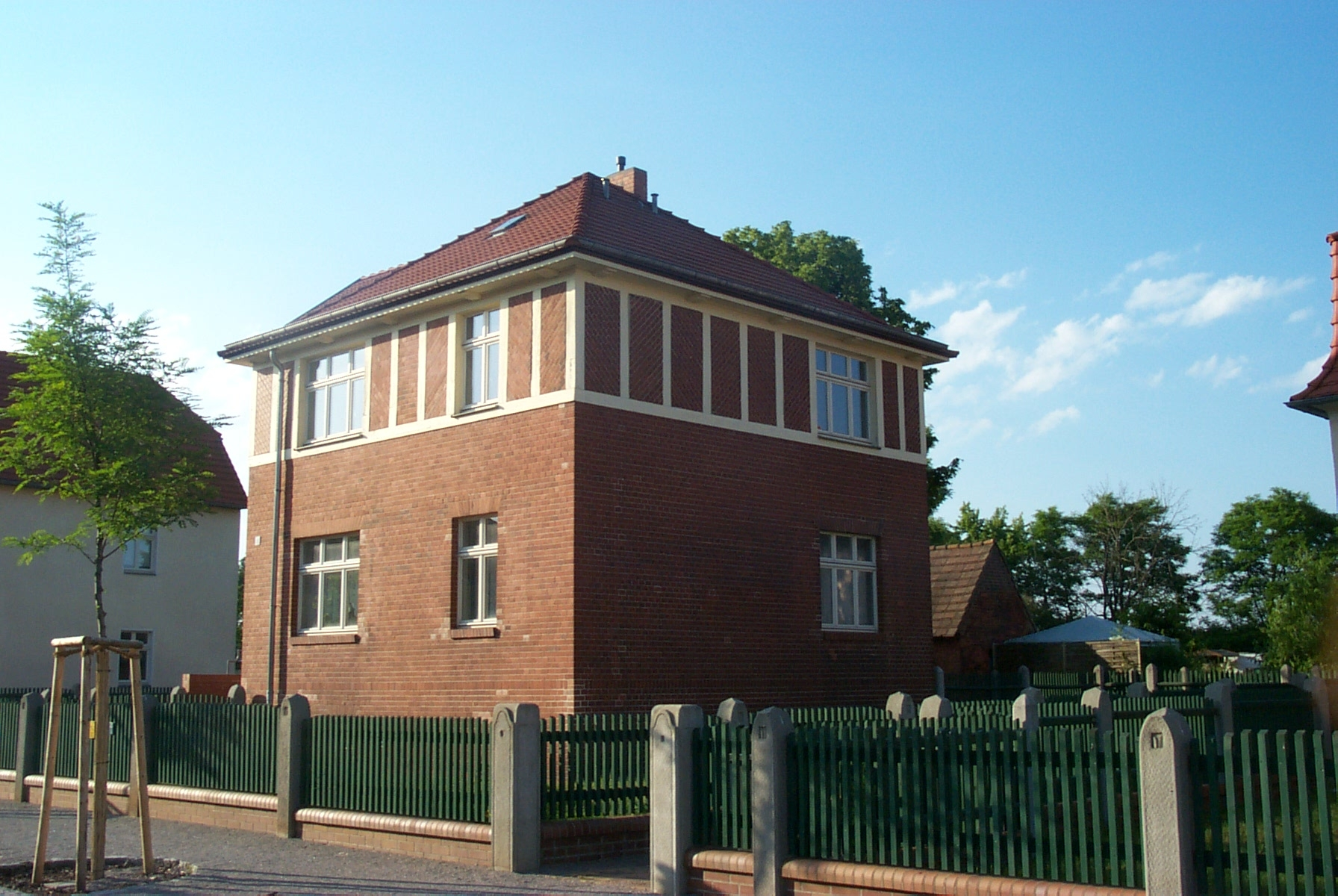
Würfelhaus – Foto: 2005
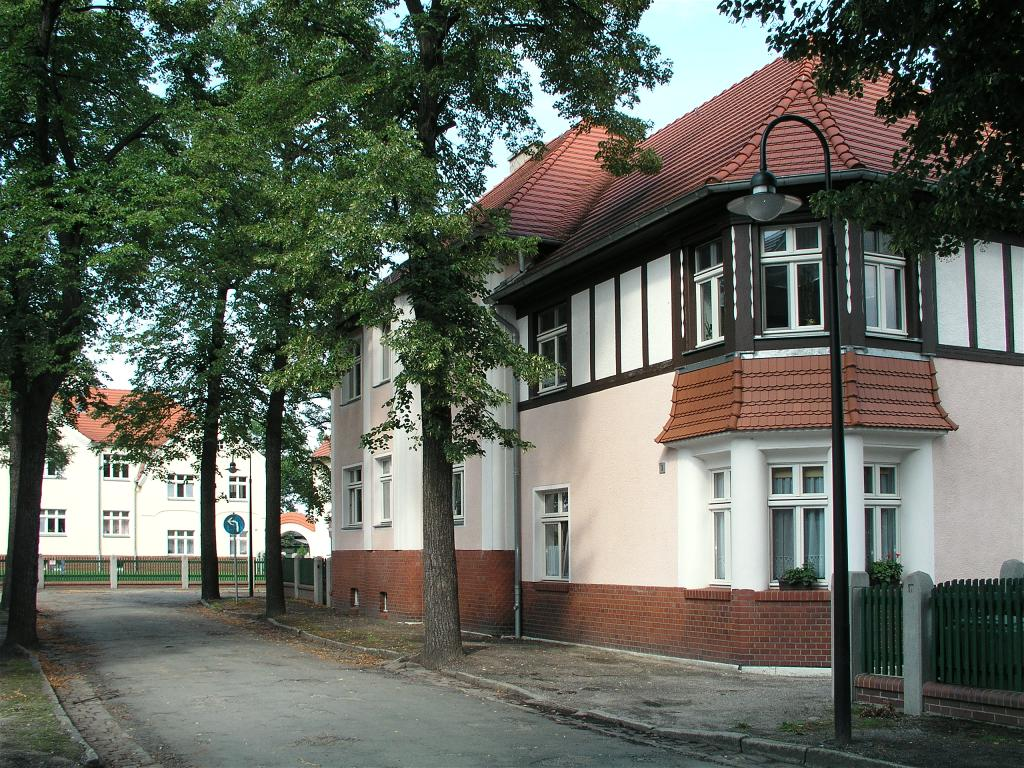
Straßenszene – Foto: 2003

### Wohnbauten
64 unterschiedliche Wohngebäude, die aus 15 verschiedenen Basisentwürfen entwickelt wurden, hat der Architekt von Mayenburg über dem spiral- bis kreisförmigen Grundriss verteilt. Trotz der Verwendung von Basisentwürfen gleicht kaum ein Gebäude dem anderen. Durch die Verwendung von unterschiedlichen Baumaterialien und Dachformen, durch Einsatz verschiedener Gliederungselemente wie Fensterspiegel, Lisenen, Fachwerk u. ä. entstand eine vielseitig gestaltete Siedlung. Auch die Anordnung der Häuser an den als Alleen angelegten Straßen der Siedlung macht diese Siedlung lebendig. Die Architektur der Wohngebäude nimmt häufig Bezug auf ländliche Schlossbauten Sachsens, aber auch auf Vorbilder aus dem englischen Landhausbau, wie sie von Muthesius in Wort und Bild nach Deutschland vermittelt wurden. Die kleineren Bauten entsprechen Vorbildern bäuerlicher Architektur.
Durch die Verbindung einzelner Gebäude mittels Torbögen schaffte von Mayenburg Gruppen von Bauten, die als städtebauliche Akzente wahrgenommen werden und die meist an exponierter Stelle zu finden sind. Auch die beiden identischen Gebäude mit glockenförmigem Dach, die den Auftakt zur Siedlung markieren und die durch ihre symmetrische Lage an der Chaussee von Senftenberg nach Ruhland eine Torsituation schaffen, sind als ein solcher städtebaulicher Akzent anzusehen, ebenso wie das Gebäude in Marktnähe, das durch seine architektonische Gestalt an Bauten wie Schloss Moritzburg bei Dresden erinnert.

### Grünring
Der äußere Grünring schließt die „Arbeiterkolonie Marga“ zur Umgebung ab. Dieser Grünring wurde in verschiedene Funktionsbereiche untergliedert: Festwiese, Sportplatz, Fabrikgarten, Kindergarten, Gärtnerei. Heute ist der Grünring durch spätere Bebauung nicht mehr so gut erkennbar wie in der Anfangszeit.